# Marian Hooper Adams
Marian « Clover » Hooper Adams, née le 13 septembre 1843 et décédée le 6 décembre 1885, était une socialite américaine. Elle a notamment été citée comme inspiration par l'écrivain Henry James pour ses œuvres Daisy Miller et Portrait de femme. Elle était mariée à l'écrivain Henry Adams qui, après son suicide, a fait ériger le fameux Adams Memorial (en) avec son énigmatique sculpture de bronze réalisée par Augustus Saint-Gaudens à l'endroit où se trouve sa tombe.

## Biographie
Marian Hooper est née à Boston au Massachusetts du mariage de Robert William Hooper (en) et d'Ellen Sturgis Hooper au sein d'une famille riche. Elle est instruite dans une école privée de jeunes filles à Cambridge.
Durant la guerre de Sécession, elle se porte volontaire pour servir au sein de la Sanitary Commission. Elle défie les conventions en demandant à assister aux grandes revues des armées par William Tecumseh Sherman et Ulysses S. Grant en 1865. En 1866, elle entreprend un voyage à l'étranger et aurait rencontré son futur mari Henry Adams, lui aussi originaire de Boston, à Londres.
Le 27 juin 1872, elle se marie avec lui à Boston et passe son voyage de noces en Europe. À son retour, son mari commence à enseigner à Harvard et leur résidence de Boston devient un cercle d'intellectuels. En 1877, ils déménagent à Washington, D.C. où leur résidence devient à nouveau un lieu de mondanité et de rencontres intellectuelles.
D'après les lettres écrites à son père, il est vraisemblable qu'elle soit l'auteure anonyme de Democracy: An American Novel (en) publié en 1880 mais attribué à son mari 43 ans plus tard.
À partir de 1883, Marian Hooper Adams se consacre à la photographie, plus particulièrement au portrait. Elle effectue le developpement photographique elle-même. Ses photographies sont surtout des portraits formels et informels de politiciens, d'amis et de membres de la famille et d'animaux de compagnie, ainsi que des vues d'intérieurs et d'extérieurs incluant des photographies de Washington, de Bladensburg et de Sweet Springs (en), ainsi que des résidences familiales à Quincy et à Beverly Farms.

## Dans la culture populaire

### En littérature
Le suicide de Marian Hooper Adams est l'élément déclencheur des évènements décrits dans le roman Le Cinquième Cœur (The Fifth Heart) de l'écrivain américain Dan Simmons et paru en 2015.